# Józef Szafranek
Józef Szafranek, né le 18 février 1807 à Gościęcin et mort le 7 mai 1874, est député de l'assemblée nationale prussienne.

## Biographie
Józef Szafranek naît le 18 février 1807 dans une famille paysanne du village de Gościęcin.
Il est membre de l'assemblée nationale prussienne de 1848 à 1849.
Avec Józef Lompa (pl) et Emanuel Smołka (pl), aidés par un journaliste de Cracovie, Józef Łepkowski (pl), ils éditent le Dziennik Górnośląski (pl) (Le Quotidien de Haute-Silésie) et animent un club socio-éducatif tourné vers le maintien de l'ancienne polonité.
Il meurt en 1874.